# Ильяшевич, Фёдор
Федор Ильяшевич (17 февраля 1910, Вильнюс — 7 ноября 1948) — белорусский поэт, прозаик, историк, общественный деятель.

## Биография
Окончил Виленскую белорусскую гимназию и исторический факультет виленского Университета Стефана Батория. Преподавал белорусский язык в Виленской белорусской гимназии. Активно участвовал в белорусской культурной жизни, печатался в белорусских журналах. До 1939 года издал три сборника стихов. Дважды арестован польскими властями. В 1927 году уволен с работы в гимназии. Жил в Тапалянах около Белостока. Во время немецкой оккупации деятель Белорусского комитета, а с весны 1943 года председатель Белорусского комитета в Белостоке, редактор еженедельника «Новая дорога». В июне 1944 года принимал участие во Втором Всебелорусском конгрессе. В июле 1944 года выехал в Берлин, работал в редакции журнала «Утро», издал серию книг в рамках «Народной библиотеки». Погиб в автокатастрофе в лагере для переселенцев в Ватенштедте.